# اثرانگشت خوان

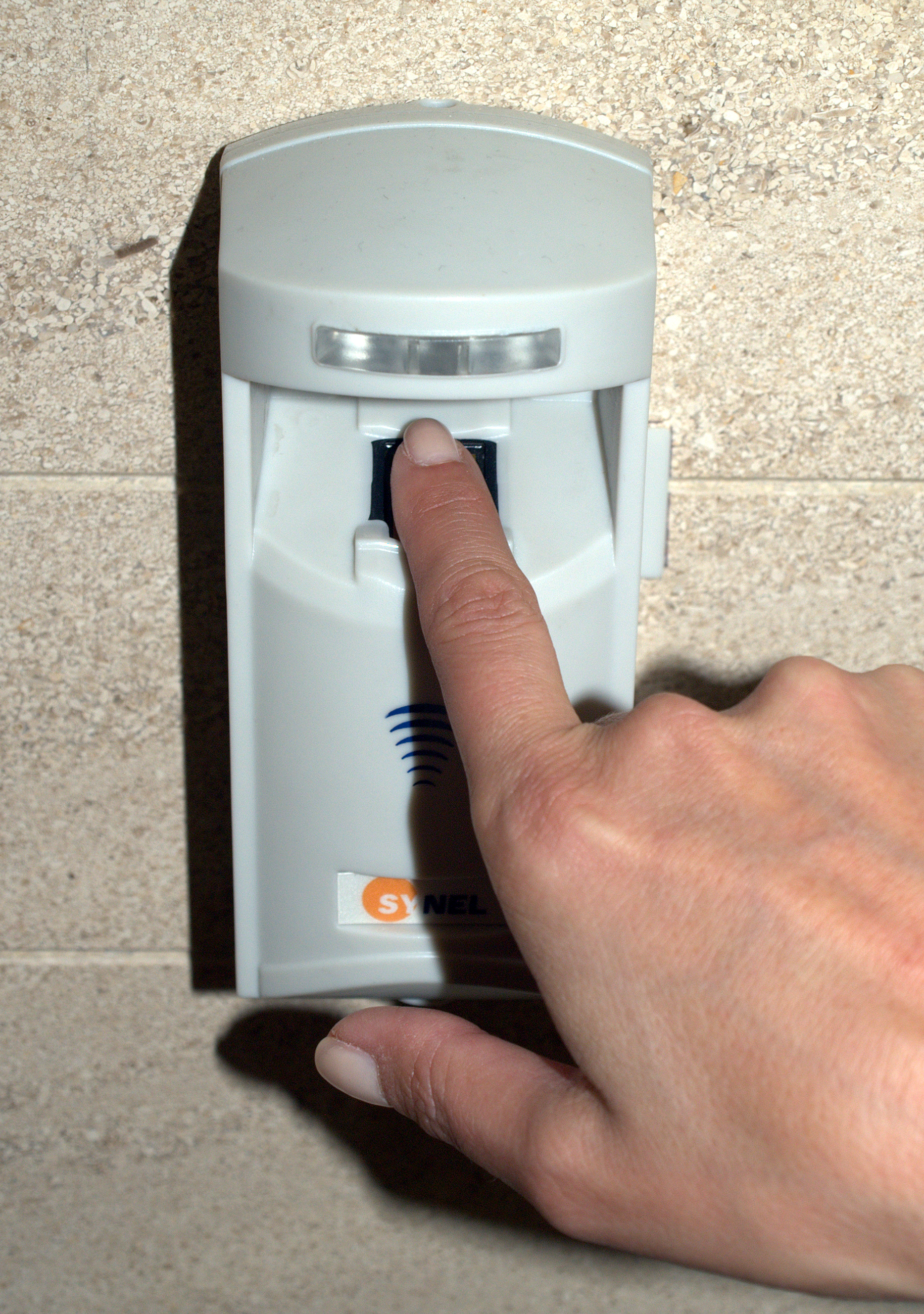
یک اسکنر اثر انگشت مستقل، مانند اسکنر مورد استفاده در ورودی ساختمان

اسکنرهای اثرانگشت سیستم‌های امنیتی بیومتریک هستند. آنها در ایستگاه‌های پلیس، صنایع امنیتی، گوشی‌های هوشمند و سایر دستگاه‌های تلفن همراه استفاده می‌شود.

## عملکرد
همه افراد روی انگشتان خود نقش‌های برآمده ناشی از اختلاف سطح پوست دارند و این الگو، اثر انگشت نامیده می‌شود. اثر انگشت جزئیات منحصر به فردی دارد، در طول زندگی فرد پایدار است و تغییر آن دشوار می‌باشد. از آنجا که الگوهای بیشماری وجود دارد، اثر انگشت به ابزاری ایده‌آل برای شناسایی تبدیل شده‌است.

## انواع اسکنر اثر انگشت
چهار نوع اسکنر اثرانگشت وجود دارد: شامل اسکنر نوری، اسکنر خازنی، اسکنر اولتراسونیک و اسکنر حرارتی. عملکرد اصلی اسکنرها، به‌دست آوردن تصویری از اثرانگشت یک فرد و یافتن مطابق آن در پایگاه داده موجود است. اندازه‌گیری کیفیت تصویر اثرانگشت برحسب نقطه در اینچ (DPI) است.
1. اسکنرهای نوری با استفاده از دوربین دیجیتال یک تصویر بصری از اثر انگشت می‌گیرند. از قدیمی‌ترین نوع سنسورها هستند و به اسکنرهایی که از این سنسورها استفاده می‌شود اسکنرهای اپتیکال گویند. در این حسگرها تصویر شیارهای انگشت توسط نور روشن شده و از یک سنسور اپتیکال برای خواندن تصویر بدست آمده استفاده می‌شود.[۹]
2. اسکنرهای خازنی یا CMOS از خازن‌ها و در نتیجه جریان الکتریکی برای تشکیل تصویری از اثر انگشت استفاده می‌کنند. این نوع اسکنر از نظر دقت از بهترین‌ها است. اسکنرهایی که از این سنسور استفاده میکنند اسکنر خازنی نامیده شده واین اسکنرها از جمله متداول‌ترین حسگرهای مورد استفاده در گوشی‌های هوشمند و دستگاه‌های کنترل تردد هستند. حسگرهای اثرانگشتی خازنی، از تعداد زیادی سلول خازنی تشکیل شده که هر سلول متشکل از دو صفحه رسانا است که سطح آن با لایه ای از مواد عایق الکتریسیته پوشانده شده‌است. پردازش اطلاعات ثبت شده توسط اسکنر به کمک سلول‌های خازنی انجام می‌شود. جریان الکترونیکی ذخیره شده در خازن‌ها در اثر اتصال به صفحات رسانای سطح اسکنر منجر به پردازش داده‌های ثبت شده توسط اسکنر می‌شود. در اثر تماس انگشت با سطح اسکنر، جریان ذخیره شده در خازن‌ها تغییر می‌کند. در حین تماس انگشت با سطح خازن، نقاط برجسته سر انگشت منجر به تغییر جریان خازن شده و این در حالی است که در قسمت‌های فرورفتگی اثر انگشت به دلیل شکاف هوا، هیچ تغییری در جریان موجود در هازن ایجاد نمی‌شود. این تغییرات جریان با استفاده از یک مدار انتگرالگیر تقویت کننده به عنوان مبدل آنالوگ به دیجیتال در سنسور ثبت می‌شوند. به این ترتیب اطلاعات هویتی فرد در دستگاه ثبت یا بازشناسایی می‌شود. سطح امنیتی بالا از مهمترین ویژگی‌های حسگرهای خازنی است که ناشی از طراحی هوشمندانه این حسگرها می‌باشد. عملاً دور زدن دستگاه حضور و غیاب یا هک دستگاه‌های مبتنی بر حسگرهای خازنی غیرممکن است. از دیگر ویژگی‌های دستگاه‌های دارای حسگر خازنی می‌توان به قیمت مناسب آن نسبت به سایر دستگاه‌های حضور و غیاب بیومتریک از جمله تشخیص چهره یا عنبیه اشاره کرد. تعداد بالای سلول‌های خازنی بکار رفته در ساختار این نوع حسگرها از معایب آن محسوب می‌شود. همچنین این حسگر مانند حسگرهای اپتیکال به تمیز بودن انگشتان جهت پردازش نهایی داده‌های ثبت شده توسط اسکنر حساس هستند.[۱۰]
3. اسکنرهای اثر انگشت اولتراسونیک از امواج صوتی با فرکانس بالا برای نفوذ به لایه اپیدرمی (خارجی) پوست استفاده می‌کنند. با دقت بالاتر نسبت به حسگرهای خازنی که از پالس‌های فراصوت برای ثبت دقیق اثر انگشت‌ها استفاده می‌کنند. به منظور ثبت دقیق اثرانگشت پالس‌های فراصوت به سطح انگشت روی حسگر ارسال شده و با توجه به پالسی بازگشتی از سمت حسگر اطلاعات هویتی ثبت یا شناسایی می‌شود.
4. اسکنرهای حرارتی تفاوت دما را در سطح تماس، بین برجستگی‌های اثر انگشت و فرورفتگی‌ها حس می‌کنند. در اسکنرهای حرارتی از حسگرهای دربردارندهٔ عناصر پیزوالکتریسه (موادی که بر اثر دریافت حرارت، الکتریسیته تولید می‌کنند) استفاده می‌شود. این نوع طراحی مشکل اختلاف دما و تبدیل آن به حرارت را حل می‌کند.
5. اسکنرهای سیلیکونی حسگرهای سیلیکونی برای اولین بار در دههٔ ۱۹۹۰ مورد استفاده قرار گرفتند. حسگرهای سیلیکونی متشکل از آرایه‌ای از پیکسل‌ها است که هر پیکسل به تنهایی یک حسگر را تشکیل می‌دهد. در این نوع حسگرها کاربر به‌طور مستقیم سطح سیلیکون را لمس کرده و نیازی به استفاده از حسگرهای CMOS یا CCD خارجی نیست.
6. حسگرهای فشاری در حسگرهای فشاری از آرایه‌ای از مواد اثرفشار برقی یا اثر پیزوالکتریک (موادی که بر اثر فشرده‌شدن برق تولید می‌کنند) که نسبت به فشار حساس هستند.
7. حسگرهای دارای پوشش رسانا این حسگرها پوشش منعطفی دارد که لایه‌ای دوگانه از الکترود روی آن‌ها را پوشانیده است.
8. حسگرهای دارای چیپ‌های میکروالترومکانیکی در این حسگرها از سوییچ‌های بسیار کوچک سیلیکونی استفاده شده که روی چیپ‌های سیلیکونی قرار گرفته‌است و زمانی‌که خطوط منحنی اثرانگشت با سوییچ تماس پیدا می‌کنند، سوییچ بسته می‌شود و اثرانگشت به‌صورت الکترونیکی تشخیص داده می‌شود.
9. حسگر حرارتی در اسکنرهای حرارتی از حسگرهای دربردارندهٔ عناصر پیزوالکتریسه (موادی که بر اثر دریافت حرارت، الکتریسیته تولید می‌کنند) استفاده می‌شود. این نوع طراحی مشکل اختلاف دما و تبدیل آن به حرارت را حل می‌کند.

همه اسکنرهای اثرانگشت ممکن است با روش‌هایی فریب خورند. این روش‌ها شامل عکاسی از اثر انگشت، پردازش عکس‌ها با استفاده از نرم‌افزار ویژه و چاپ ماکت‌های اثر انگشت با استفاده از چاپگر سه‌بعدی است.

## انواع ساختار

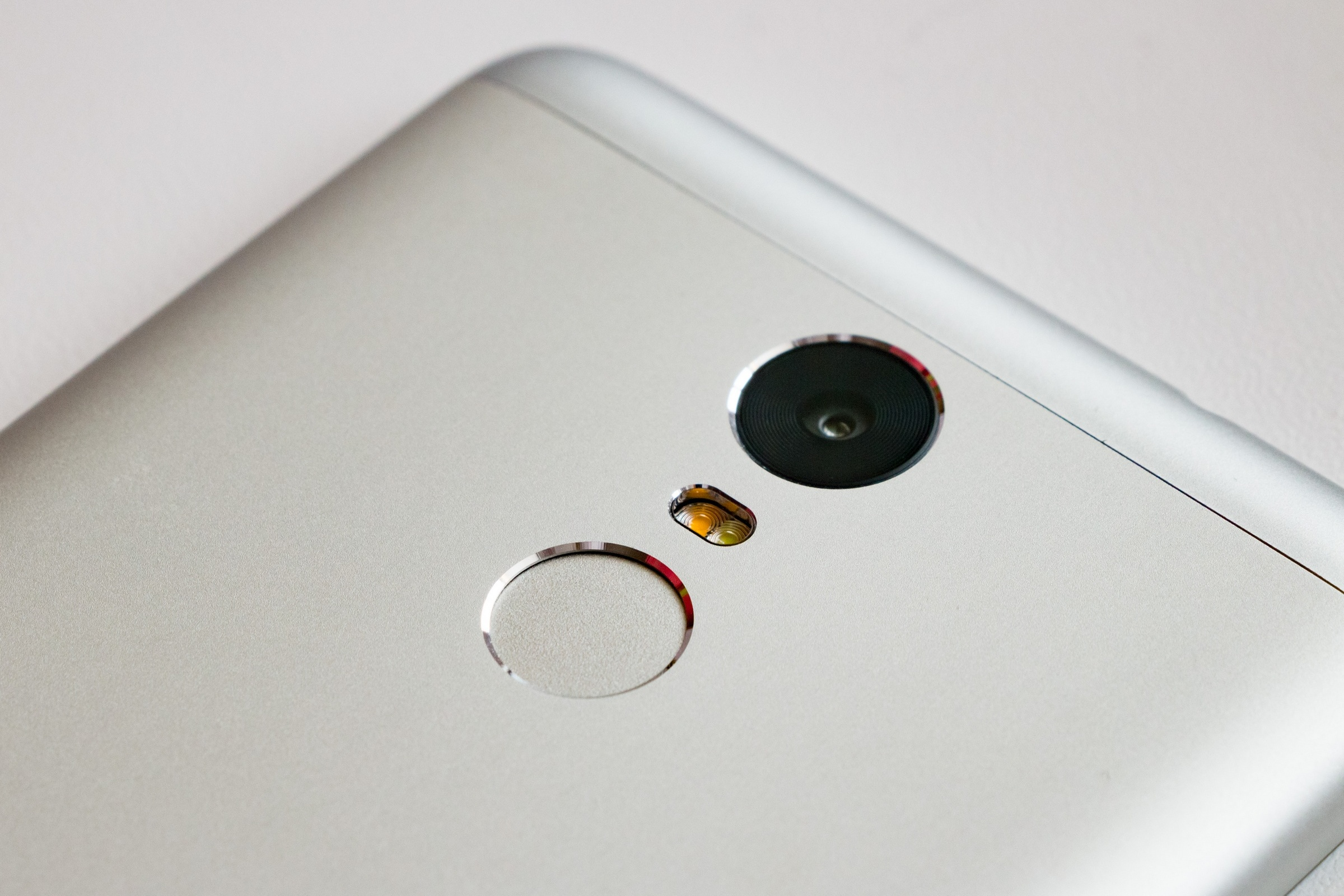
اسکنر اثر انگشت در گوشی هوشمند (پایین سمت چپ)

دو شکل ساختاری وجود دارد: اسکنر اثر انگشت ایستا و متحرک.
- ایستا: انگشت باید روی ناحیه کوچک اسکن کشیده شود. این نوع ارزان‌تر بوده و کمتر از فرم متحرک قابل اعتماد است. در این مدل برای ثبت اثر انگشت نیازی به حرکت دادن انگشت نمی‌باشد و اثر انگشت به صورت دو بعدی ذخیره می‌شود. نمونه‌های این مدل از حسگرها در دستگاه‌های حضور و غیاب مورد استفاده قرار می‌گیرد.[۱۲]
- متحرک:در این مدل به منظور ثبت اثر انگشت نیاز به حرکت دادن انگشت بر روی سطح اسکنر می‌باشد که اثر انگشت به صورت دو بعدی ثبت می‌شود. نمونه‌های این نوع از اسکنرها در گوشی‌های تلفن همراه مورد استفاده قرار می‌گیرد. انگشت روی ناحیه اسکن قرار دارد در حالی که اسکنر زیر آن کار می‌کند. از آنجایی که اسکنر با سرعت ثابت روی اثر انگشت حرکت می‌کند، تصویربرداری بهتر است.

## فرم استفاده

### خوانندگان مستقل
مایکروسافت یک اثر انگشت خوان را در سال ۲۰۰۵ منتشر کرد.

### خوانندگان یکپارچه
از اوایل سال ۲۰۰۰، برخی از لپ‌تاپ‌ها با پشتیبانی از PC Card می‌توانند به خواننده مجهز شوند. به عنوان مثال، Compaq Armada E500 را می‌توان به صورت اختیاری با اثر انگشت خوان خارجی از سال ۲۰۰۰ مجهز کرد - ماژول خواننده توسط توشیبا منتشر شد. IBM از سال ۲۰۰۴ لپ تاپ‌هایی با خواننده‌های یکپارچه تولید کرد. نام بازاریابی تشخیص اثر انگشت الکترونیکی اپل که به نام تاچ آی‌دی شناخته می‌شود، در سال ۲۰۱۳ فقط برای گوشی‌های هوشمند معرفی شد و برای لپ تاپ‌ها در سال ۲۰۱۶ عرضه شد. اجرای تا سال ۲۰۱۳ به تعویق افتاده بود پیاده‌سازی آن فقط به خاطر یک پارچه سازی اسکنر با ترک‌پد نوری توسط بلک‌بری در سال ۲۰۰۴ ثبت شد. بلک‌بری از سال ۲۰۱۰ گوشی‌های هوشمند به همراه اسکنر تولید کرد - اولین مدل دارای این ویژگی، Blackberry Curve بود.